# Я встретил девушку
«Я встретил девушку» — фильм режиссёра Рафаила Перельштейна, снятый им в 1957 году.
Первый цветной художественный фильм Сталинабадской киностудии «Таджикфильм», Таджикской ССР. Особой популярностью до сих пор пользуется песня «Я встретил девушку», которая была написана советским народным таджикским поэтом Мирзо Турсун-заде специально для фильма, на русский язык её перевёл Гарольд Регистан (Уреклян). Исполнителем этой и множества других песен фильма является Рауф Атакишиев, композитором — Андрей Бабаев.

## Сюжет
Прекрасный голос Лолы, главной героини фильма, привлекает внимание многих в её городе — начиная от профессионалов из городского хора, стремящихся заполучить девушку в свои ряды, до Саида, обычного рабочего парня, который подолгу стоит у её дома. Но отец Лолы, желая оградить дочь от любых посягательств, отправляет её в деревню, не подозревая даже, что влюблённый Саид найдёт Лолу и там.

## В ролях
- Асли Бурханов — Мухтар-ака (дубляж Лев Свердлин)
- Роза Акобирова[4] — Лола
- Джахон Саидмурадов — Саид (дубляж Николай Александрович, вокал Рауф Атакишиев)
- София Туйбаева[5] — Мехриниссо
- Абдульхайр Касымов — чайханщик Нияз
- Тахир Сабиров[6] — руководитель художественной самодеятельности Алим
- Самариддин Сагдиев — чистильщик обуви
- Саодат Джураева — Зебо
- Михаэл Аронбаев — милиционер
- А. Нурматов — электромонтёр
- Рано Хамраева — в эпизоде[7]

## Призы на международных кинофестивалях
- 1958 — приз «Большая ваза» на первом Международном кинофестивале стран Азии и Африки[7].